# 東郷辰二郎
東郷 辰二郎（とうごう たつじろう、1868年11月10日〈明治元年9月26日〉 - 1919年〈大正8年〉9月28日）は、大日本帝国陸軍軍人。最終階級は陸軍少将。

## 経歴・人物
福井県士族。滋賀県士族・東郷伝蔵の次男として生まれる。
1891年（明治24年）、陸軍士官学校第2期卒業。翌年、陸軍歩兵少尉に任官。のち1901年（明治34年）、陸軍大学校第15期卒業。
参謀本部附、歩兵第64連隊附、歩兵第8連隊大隊長、歩兵第19連隊附を経て、1910年（明治43年）11月に陸軍歩兵大佐・歩兵第14連隊長に任官する。この間、日清戦争および日露戦争に出征し、日露戦争では捕虜となり、ロシア第199連隊本部構内に収容された。
その後、1913年（大正2年）4月に第4師団参謀長、1915年（大正4年）3月に歩兵第16連隊長を経て、同年12月に陸軍少将に進級と同時に予備役に編入した。

## 栄典
- 1907年（明治40年）12月27日 - 正六位[5]